# Antrim (CDP)
Antrim CDP ist ein Census-designated place (CDP) in der Town of Antrim im Hillsborough County im US-Bundesstaat New Hampshire. Die Volkszählung von 2020 erfasste 1.395 Einwohner. Der CDP wurde im Jahr 2002 erstmals vom Census definiert. In ihm liegt der Kernort der Town of Antrim mit Stadtverwaltung und Schulen.

## Lage
Der Ort liegt bei den Koordinaten 43° 1' 51,29" Nord und 71° 56' 20,29" West auf einer Höhe von 217 Metern über dem Meeresspiegel im Südosten des Gebietes der Town of Antrim. Die 11,79 km² große Fläche des Gebietes setzt sich zusammen aus 11,77 km² Land- und 0,02 km² Wasserfläche. Die östliche Grenze bildet der Contoocook River. Im Ort biegt die New Hampshire Route NH-31 von der US-202 ab.